# Bitva u Aquae Sextiae
Bitva u Aquae Sextiae se odehrála v místech dnešního města Aix-en-Provence ve Francii, kde bojovali proti sobě germánské kmeny Teutonů a Ambronů na jedné straně proti vojsku římského vojevůdce Gaia Maria na straně druhé. Bitva se udála roku 102 př. n. l. Disciplinovanější Římané v bitvě zvítězili mimo jiné díky lepší taktice. Ztráty na životech Germánů dosahovaly údajně až 100 000 lidí. Většina germánských žen po bitvě raději zabila své děti a spáchala sebevraždu, než aby byly vzaty Římany do otroctví.

## Předchozí události
Římané měli z nadcházející invaze strach, a to nejen kvůli početní převaze barbarů, ale také kvůli vzpomínkám na invaze předchozí, hlavně z roku 390 př. n. l., kdy Galové porazili římskou armádu a vyplenili samotný Řím. Další porážky pak Římané utržili v letech 285 př. n. l. a 225 př. n. l. Navíc se s putujícími Germány již střetli v minulých letech v bitvách u Arausia a Noreie, kde utrpěla římská vojska drtivé porážky. Římský senát začal považovat další střetnutí jako poslední možnost jak zabránit zničení Římské republiky, a tak vzal na milost bývalého tribuna a úspěšného vojevůdce Gaia Maria a pověřil ho ochranou Říma, přestože od jeho konzulátu uplynuly teprve 3 roky, a ne 10 roků, jak bylo psáno v zákoně.
Když se Gaius vydal do boje, germánské kmeny se na chvíli obrátily k Hispánii, což jim umožnilo naverbovat a vycvičit více vojáků. Gaius chtěl co nejvíce zvýšit rychlost přesunu své armády, proto nařídil, aby si vojáci nesli všechno s sebou, mohli tak opustit pomalé povozy. Postavil pevnost na řece Rhôně, aby mohl sledovat a pozorovat pohyb Germánů. Ti se ji pokusili dobýt, ale byli odraženi a nuceni pevnost obejít. Římané je začali pronásledovat a u Aquae Sextiae došlo k rozhodujícímu střetu.

## Strany konfliktu

### Teutoni a Ambroni
Do konfliktu se zapojili převážně germánské kmeny Teutonů a Ambronů, kteří se oddělili od Kimbrů, avšak je možné, že mezi nimi byly i příslušníci jiných kmenů, kteří se k nim připojili na jejich dlouhé, 20 let trvající cestě. Germáni používali širokou škálu zbraní kvalitativně ne horších, než byly zbraně Římanů. Výzbroj germánských kmenů byla podobná keltské, tvořila ji většinou dýka a široký meč, dlouhý štít, případně také válečná sekera nebo framea, což byl druh bodného kopí. Jako ochranné brnění používali kožené krunýře, které mohly být někdy pobité měděnými nebo železnými plíšky, helmice byla spíše záležitost sporadická. Armáda měla dobrou organizaci zahrnující pěší jednotky i důstojnický sbor, a dle zpráv tehdejších římských historiků byli Germáni nebojácní a divocí válečníci, kteří útočili povětšinou v klínových formacích a vynikali v boji jednotlivců.
Putující Germáni početně mnohokrát převyšovali římské legie, udává se až 300 000 mužů. U Aquae Sextiae však bojovali jen Teutoni a Ambroni, kteří se před tím oddělili od hlavního voje Kimbrů, a tak představovali asi jen třetinu předchozí síly.

### Vojska Gaia Maria
Gaius Marius po drtivých porážkách římské armády v předchozích bitvách s germánskými kmeny provedl rozsáhlou reformu římského republikánského vojska, v níž bylo poprvé připuštěno verbování i chudších vrstev občanů. Vytvořil tak profesionální armádu žoldnéřů, která mu byla zcela loajální, jelikož jim přislíbil stálý plat, podíl na kořisti a po skončení služby i půdu. Marius kladl důraz na profesionalismus, čímž měl být vyvážen úpadek vojenského ducha a občanské zodpovědnosti vůči státu z minulých let. Základní taktickou jednotkou se stala kohorta, přičemž manipul zůstal pouze organizační složkou v rámci kohorty. Každá kohorta čítala zhruba 500 mužů, pouze elitní první kohorta, jež opatrovala stříbrného orla, posvátný symbol legie, měla dvojnásobný počet mužů. Byla také zvýšena pohyblivost a pochodová rychlost vojska, v rámci čehož si museli legionáři od nynějška sami nést proviant a veškerá zavazadla, což jim vyneslo přezdívku „Mariovi mezci“ (muli Mariani). Dále byla sjednocena výzbroj a výstroj legionářů, jež byla navíc pořizována na státní útraty. Gaius Marius tím upevnil disciplínu a odhodlanost svého vojska, které i přes početní nevýhodu díky jeho taktice převyšovalo vojska barbarů.

## Bitva
Gaius Marius chtěl využít kopcovitosti krajiny, a tak všechny své oddíly nechal vyčkávat na kopcích, aby pak měly výškovou výhodu nad početnějšími Germány. Čelní kontingent germánských válečníků tvořený kmenem Ambronů se odvážně, leč pošetile vrhl proti Římanům, aniž by vyčkal posil. Výsledkem bylo 30 000 mrtvých barbarů. Marius poté vyčlenil 3 000 svých vojáků a ukryl je do týlu postupujícího hlavního tělesa Teutonů. Římští legionáři ukrytí v kopcích po stranách údolí zatím vyčkávali, než dá Marius rozkaz k útoku z boku. Ten počkal, dokud barbaři nezaútočí proti kopci. Když se tak stalo, nechal nejdříve vrhnout krátké oštěpy (pilum), aby pak v boji muže proti muži zatlačil Teutony zpět. Zde se Germáni pokusili zformovat a vytvořit štítovou hradbu, v tom však zaútočily z boku oddíly Římanů, zatímco Marius stále zaměstnával přední řady. Zadní voj Germánů se snažil dostat do boje, čímž ale začal tlačit na zbytek armády, která se tak zcela rozpadla. V nastalé řeži byli Teutoni takřka úplně vyhlazeni. Počet mrtvých Germánů se odhaduje asi na 100 000.

## Následky
Po vyhrané bitvě se Gaius Marius vrátil zpět do Říma, spolu s teutonským králem Teutobodem a mnoha tisíci zajatci včetně žen a dětí. Podmínky kapitulace určovaly, že do otroctví bude vzato na 300 teutonských žen. Ty, když slyšely, co se chystá, nejprve prosily u konzula, aby mohly alespoň sloužit v chrámech Ceres a Venuše, když ale s prosbami neuspěly, pobily své děti a navzájem se uškrtily. Teutobod byl poté veřejně rituálně popraven. Konec invaze to však nebyl, neboť zbytky dříve rozdělené barbarské armády mezitím vpadly do Itálie skrz alpské průsmyky. Marius s nimi svedl další bitvu u Vercellu, kterou také vyhrál. V těchto dvou bitvách tak zabránil zničující invazi.